# ماي بريت هارتويل
ماي بريت هارتويل (بالنرويجية البوكمول: May Britt Hartwell)‏ هي دراجة نرويجية، ولدت في 8 مايو 1968 في Sola, Norway ‏ في النرويج.

## وصلات خارجية
- ماي بريت هارتويل على موقع أرشيف الدراجات (الإنجليزية)
- ماي بريت هارتويل على موقع إحصائيات الدراجات الإحترافية (الإنجليزية)
- ماي بريت هارتويل على موقع أوليمبيديا (الإنجليزية)